# XKeyscore
XKeyscore is een computerprogramma waarmee de Amerikaanse afluisterdienst NSA in staat is om op grote schaal internetverkeer te doorzoeken en te analyseren. Het daadwerkelijke vergaren van de internetdata wordt gedaan door andere programma's. De NSA stelt dat er streng toezicht is op het programma en enkel personeel met de juiste bevoegdheid het programma kan gebruiken, dit om misbruik te voorkomen.
Begin juli 2013 werd informatie over XKeyscore gepubliceerd via Braziliaanse media en vervolgens ook in het Duitse tijdschrift Der Spiegel. Dit leidde in Duitsland tot ophef, waarna de directeuren van de Duitse geheime diensten op 25 juli meer openheid gaven tegenover de parlementaire toezichtscommissie. Zij verklaarden dat XKeyscore sinds 2007 ook door de Duitse inlichtingendienst BND wordt gebruikt en dat het geen programma is om data te verzamelen, maar alleen om deze te analyseren.
Op 31 juli 2013 kwam het programma groot in het nieuws door een publicatie van de Amerikaanse journalist Glenn Greenwald in de Britse krant The Guardian. In een officiële verklaring liet de NSA weten dat XKeyscore, net als alle andere analyseprogramma's van de NSA, alleen door personeel te gebruiken is voor zover dat nodig is voor hun specifieke taken en dat er diverse vormen van toezicht op het gebruik van dit programma zijn.